# Rågsved (stacja metra)
Rågsved – powierzchniowa stacja sztokholmskiego metra, leży w Sztokholmie, w Söderort, w dzielnicy Enskede-Årsta-Vantör, w części Rågsved. Leży na zielonej linii T19, między Högdalen a Hagsätrą. Dziennie korzysta z niej około 5 000 osób.
Stacja znajduje się równolegle do Raagsvedsvägen, przecina Bjursätragatan. Posiada jedno wyjście zlokalizowane przy Rågsvedtorget. Stację otworzono 14 listopada 1959. Do 1 grudnia 1960 była to stacja końcowa linii, otworzono wówczas odcinek do Hagsätry. Posiada jeden peron.

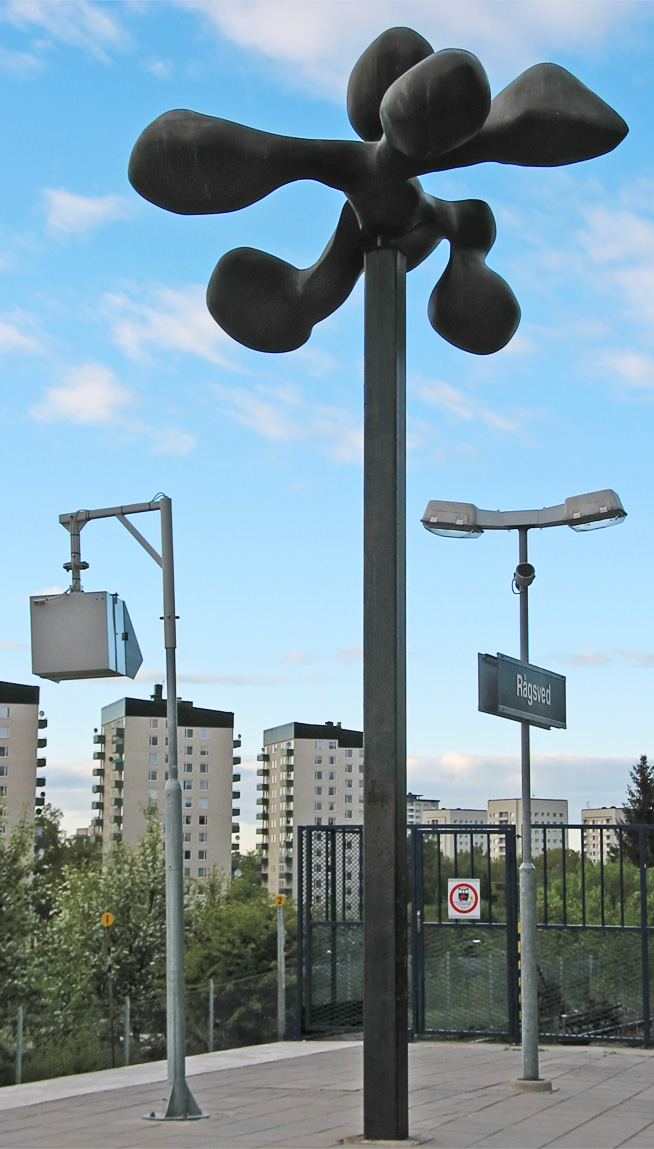
Fågel Grön

## Sztuka
- Fågel Grön (pol. Zielony ptak), brązowa rzeźba o wysokości 7 metrów, Björn Selder, 1983[3]

## Czas przejazdu
| Linia | Stacja          | Czas przejazdu | Stacja                                                    | Czas przejazdu                            |
| T19   | Hagsätra        | 2 min          | Gullmarsplan Slussen Gamla stan T-Centralen Alvik Åkeshov | 13 min 17 min 18 min 21 min 34 min 41 min |
| T19   | Hässelby strand | 53 min         | Gullmarsplan Slussen Gamla stan T-Centralen Alvik Åkeshov | 13 min 17 min 18 min 21 min 34 min 41 min |

## Otoczenie
W najbliższym otoczeniu stacji znajdują się:
- Rågsvedsskolan
- Rågsveds bollplan
- Snösätraskolan
- Snösätraskolans bollplan